# Панонија Валерија
Панонија Валерија (лат. Pannonia Valeria) је била римска провинција која је постојала између 3. и 5. века. Формирана је од северног дела бивше провинције Доње Паноније 296. године, у време цара Диоклецијана. Престоница провинције је био град Сопиане (лат. Sopianae), данашњи Печуј. Провинција је обухватала средњозападни део данашње Мађарске, као и део данашње Хрватске (Барања). Налазила се у саставу римске Дијецезе Паноније (лат. Dioecesis Pannoniarum), а приликом поделе државе 395. године припала је Западном римском царству. Тешко је пострадала средином 5. века, током инвазије Хуна, а око 490. године потпала је под власт Острогота.